# Awa Ly
Awa Ly (Parigi, 4 gennaio 1977) è un'attrice e cantante francese naturalizzata italiana di origini senegalesi.

## Biografia
Nata e cresciuta a Parigi da genitori senegalesi, si è poi trasferita a vivere a Roma. Lavora in prevalenza in Italia, sia come attrice sia esibendosi come cantante.
Nel 2011 recita in Nessuno mi può giudicare accanto a Paola Cortellesi e Raoul Bova. Nelle stagioni televisive 2013-2016 partecipa saltuariamente al programma Gazebo, in onda su RaiTre.
Nell'estate 2013 accompagna sul palco Pino Daniele nel suo tour mondiale.
La canzone Doum Doum Doum, estratta dal suo EP omonimo del 2014, è parte della colonna sonora del film Allacciate le cinture di Ferzan Özpetek.

## Filmografia
- Bianco e nero, regia di Cristina Comencini (2008)
- La prima linea, regia di Renato De Maria (2009)
- La nostra vita, regia di Daniele Luchetti (2010)
- 20 sigarette, regia di Aureliano Amadei (2010)
- Nessuno mi può giudicare, regia di Massimiliano Bruno (2011)
- Scappo a casa, regia di Enrico Lando (2019)
- Gli indifferenti, regia di Leonardo Guerra Seràgnoli (2020)

## Discografia
- 2009: Modulated
- 2011: Parole prestate
- 2014: Awa Ly
- 2016: Five and a feather